# Nervecell
Nervecell – grupa muzyczna grająca death metal, założona w 2000 roku w Dubaju.

## Historia[2].
Grupa Nervecell powstała na początku 2000 roku w Dubaju. Pierwsze demo zatytułowane Vastlands of Abomination, zawierające dwa utwory – "Vastlands Of Abomination" i "The Darkened", zostało nagrane w roku 2003, a zespół wydał je własnym nakładem 1 stycznia 2004 roku.
Latem 2004 roku zespół rozpoczął nagrywanie debiutanckiego minialbumu Human Chaos, który ukazał się 29 października 2004 roku nakładem wytwórni Nerve Damage Production. W marcu 2005 roku grupa wystąpiła na festiwalu Desert Rock w Dubaju, w którym udział wzięły także takie zespoły jak Machine Head i Sepultura.
W 2006 roku do Nervecell dołączył perkusista Gavin Ward (Power Quest).
W roku 2007 grupa Nervecell wystąpiła w Kairze na festiwalu Egypt Metal Festival, zaś na przełomie marca i kwietnia wzięła udział w Metalstock – Road Rage Tour w Australii. W lipcu tego samego roku Nervecell wystąpił na festiwalu Metalcamp w Tolminie (Słowenia), w którym udział wzięły takie zespoły jak Motörhead, Sepultura, Kreator i Immortal.
W marcu 2008 roku zespół ponownie wystąpił na festiwalu Desert Rock razem z grupami As I Lay Dying, Killswitch Engage i Machine Head, zaś 1 kwietnia miał premierę pierwszy album Nervecell zatytułowany Preaching Venom. W nagraniu płyty gościnny udział wziął David Haley, perkusista Psycroptic. Album został zmiksowany w polskim Hertz Studio przez Wojciecha i Sławomira Wiesławskich, mastering wykonał Alan Douches z West West Side Music (New Windsor), zaś okładkę zaprojektował Dennis Sibeijn.
Wkrótce po wydaniu albumu (11 kwietnia 2008 roku) Nervecell wystąpił jako support grupy Vader w Kairze (Egipt), zaś w czerwcu wziął udział w festiwalu Casa Gateways w Maroku wraz z zespołami Behemoth i Graveworm.
W marcu 2009 roku Nervecell po raz trzeci wystąpił na festiwalu Desert Rock razem z grupami Opeth, Motörhead i Arch Enemy. W tym samym roku zespół wziął również udział w kilku europejskich festiwalach (m.in. Wacken Open Air, With Full Force, Rock Am Ring, Rock Im Park), a na przełomie września i października wystąpił m.in. w Niemczech, Holandii, Belgii, Austrii i Portugalii. W sierpniu 2009 roku grupa podpisała kontrakt z niemiecką wytwórnią Lifeforce Records i 26 października ukazała się europejska edycja albumu Preaching Venom.

## Muzycy[1][2]
Obecny skład zespołu
- Rajeh "James" Khazaal – śpiew, gitara basowa
- Barnaby "Barney" Ribeiro – gitara
- Rami Mustafa – gitara

Gościnna współpraca
- David Haley (Psycroptic) – perkusja na albumie Preaching Venom
- Alan Madhavan – perkusja na minialbumie Human Chaos

Muzycy koncertowi
- Simon Schilling – perkusja (od 2013)
- Louis Rando – perkusja (2008-2011)
- Kevin Foley – perkusja (2011-2013)

Byli członkowie zespołu
- Brogan Costa – śpiew
- Mazen – gitara
- Carol – gitara basowa
- Billal – śpiew
- Enes – śpiew
- Hatem – perkusja
- Mark – perkusja
- Gavin Ward – perkusja

## Dyskografia

### Albumy studyjne
- Preaching Venom (2009)
- Psychogenocide (2011)

### Minialbumy
- Human Chaos (2004)

### Dema
- Vastlands of Abomination (2004)

## Teledyski
| Rok  | Tytuł         |
| ---- | ------------- |
| 2006 | "Human Chaos" |
| 2009 | "Demean"      |